# Croix de saint André (bières)
 (avril 2023).
Si vous disposez d'ouvrages ou d'articles de référence ou si vous connaissez des sites web de qualité traitant du thème abordé ici, merci de compléter l'article en donnant les références utiles à sa vérifiabilité et en les liant à la section « Notes et références ».
Les croix de saint André indiquent traditionnellement, dans les pays anglo-saxons ou celtiques, le degré d'alcool de certaines bières.

## Origine
Leur origine en la matière remonte au Moyen Âge, dans les brasseries attachées aux monastères, qui marquaient ainsi les bières simples, doubles ou triples, etc.. La notation est vraisemblablement à rapprocher des chiffres romains X, XX et XXX (voire XXXX).
Cet usage est renforcé au Royaume-Uni avec l'avènement des taxations au shilling sur la bière britannique, comme indiqué dans le traité The Art of Brewing publié à Londres en 1829. Il y est fait mention d'un « X » signifiant (10 shillings), « XX » (20 shillings) et « XXX » (30 shillings). Ces notations devinrent alors un système standard pour évaluer la force d'une bière et on trouve ainsi cette échelle :
- X Mild Ale ;
- XX Mild Ale ;
- XXX Mild Ale ;
- XXXX Mild/Old ;
- XXXXX Strong Ale/Burton ;
- XXXXXX Extra Strong Ale.

## Usage actuel
Par commodité de prononciation ou par marketing, certaines marques se font souvent nommer en utilisant la lettre X plutôt que le chiffre romain. Elle est donc prononcée selon la langue utilisée : l'XXXX australienne devient « Four eX » à l'anglaise ou la XX mexicaine « Dos equis » à l'espagnole.
Aujourd'hui, cet usage fait partie des noms de marques utilisés dans tous les pays anglo-saxons :
Royaume-Uni :
- Bateman's XXXB Ale
- Mackeson Triple XXX Stout
- Three Tuns XXX Pale Ale
- Wadworth's 6X Strong Ale

Australie :

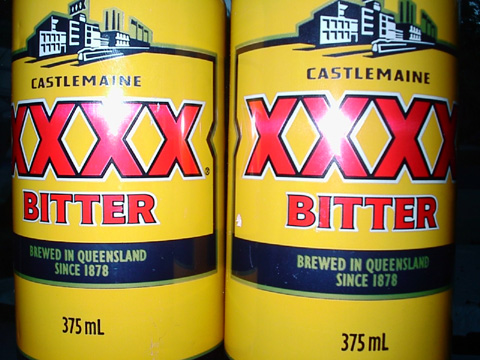
XXXX australienne.

- Castlemaine Perkins : la marque XXXX
- Boag's XXX Ale
- Lion Nathan West End XXX Bitter Beer

Canada :
- Molson XXX

États-Unis :
- Ballantine XXX Ale
- Chelsea Brewing Company Blackhole XXX Stout

Mexique :
- XX (Dos Equis), une bière produite par le groupe FEMSA et l'usine CC Moctezuma, à Monterrey, au Mexique, qui appartient aujourd'hui au groupe international Heineken